# Saxifraga boussingaultii
Saxifraga boussingaultii är en stenbräckeväxtart som beskrevs av Adolphe-Théodore Brongniart. Saxifraga boussingaultii ingår i Bräckesläktet som ingår i familjen stenbräckeväxter. Inga underarter finns listade i Catalogue of Life.